# Hutin
Hutin falu Horvátországban Zágráb megyében. Közigazgatásilag Krašićhoz tartozik.

## Fekvése
Zágrábtól 40 km-re délnyugatra, községközpontjától 2 km-re északnyugatra a Zsumberki-hegység lejtőin fekszik.

## Története
A falunak 1857-ben 180, 1910-ben 346 lakosa volt. Trianon előtt Zágráb vármegye Jaskai járásához tartozott. 2001-ben 129 lakosa volt.

## Lakosság
| Lakosság változása | Lakosság változása | Lakosság változása | Lakosság változása | Lakosság változása | Lakosság változása | Lakosság változása | Lakosság változása | Lakosság változása | Lakosság változása | Lakosság változása | Lakosság változása | Lakosság változása | Lakosság változása | Lakosság változása |
| ------------------ | ------------------ | ------------------ | ------------------ | ------------------ | ------------------ | ------------------ | ------------------ | ------------------ | ------------------ | ------------------ | ------------------ | ------------------ | ------------------ | ------------------ |
| 1857               | 1869               | 1880               | 1890               | 1900               | 1910               | 1921               | 1931               | 1948               | 1953               | 1961               | 1971               | 1981               | 1991               | 2001               |
| 180                | 208                | 246                | 284                | 295                | 346                | 322                | 363                | 358                | 325                | 296                | 238                | 196                | 151                | 129                |

## Külső hivatkozások
Krašić hivatalos oldala